# Социал-христианская народная партия (Никарагуа)
Социал-христианская народная партия (исп. Partido Popular Social Cristiano, PPSC) — христианско-демократическая и христианско-социалистическая политическая партия Никарагуа, основанная в 1976 году как левохристианский откол от Социал-христианской партии. Выступала против диктатуры клана Сомоса и правящей Либеральной националистической партии, поддерживала марксистских партизан Сандинистского фронта национального освобождения (СФНО) в восстании 1978—1979 годов против диктатора Анастасио Сомоса Дебайле до победы Сандинистской революции.

## История
Социал-христианская партия, из которой затем вышло создавшее PPSC крыло Маноло Моралеса, уже имела опыт сотрудничества с другими демократическими, в том числе левыми, силами в рамках Национального союза оппозиции 1966 года, а также участвовала в рабочем двжении, создав Автономное профсоюзное движение Никарагуа (МОСАН), затем переименованное в Центр трудящихся Никарагуа (CTN). И Социал-христианская партия, и Социал-христианская народная партия вошли в состав Союза демократического освобождения (UDEL), основанного в 1974 году Педро Хоакином Чаморро Карденалем, и поддерживали Сандинистскую революцию.
Однако после победы последней эти две католические партии заняли оппозиционную позицию по отношению к СФНО и его марксистской программы, хотя PPSC была более лояльна к сандинистским властям и первоначально входила в правящий Патриотический фронт революции. Вместе с тем, Социал-христианская народная партия ратовала за смешанную экономику в противовес чисто социалистическим решениям. На выборах 1984 года девизом партии было «Хватит бояться выбирать, PPSC — твоя христианская сила». Кандидатами от партии на пост президента и вице-президента республики стали Маурисио Диас Давила и Гильермо Мехия Силва соответственно (победили выдвиженцы СФНО Даниэль Ортега и Серхио Рамирес Меркадо).
По итогам одновременных парламентских выборов Социал-христианская народная партия избрала 6 (из 90) представителей Национальной ассамблеи Никарагуа, получив 6 % голосов (62 263) и заняв четвертое место после СФНО, Консервативной демократической партии Никарагуа (PCDN) и Независимой либеральной партии (PLI). Коммунистическая партия Никарагуа (PC de N), Социалистическая партия Никарагуа (PSN) и Марксистско-ленинское движение народного действия (MAP-ML) заняли пятое, шестое и седьмое места соответственно.
PPSC и Социал-демократическая партия (СДП) служили объединяющими осями оппозиции, и в 1989 году вновь был создан Национальный союз оппозиции для участия в выборах следующего года. В него вошли 14 недовольных сандинистским правлением партий, включая либералов, консерваторов, христианских демократов, христианских социалистов, социал-демократов, социалистов и коммунистов. 25 февраля 1990 года состоялись выборы, на которых оппозиция победила, набрав 54 % голосов (777 522), и избрав президентом и вице-президентом Виолету Чаморро и Вирхилио Годоя. Количество депутатских мест у PPSC сократилось до 3 (из 110).
В 1992 году PPSC и Демократическая партия национального доверия — ещё один откол от Социал-христианской партии (на сей раз 1986 года во главе с Хавьером Хименесом Эрреро), также входивший в Национальноый союз оппозиции — объединились, чтобы создать новую партию — Христианско-демократический союз (ХДС). Партии сблизились, чувствуя, что Виолета Чаморро маргинализировала роль коалиции, которая привела их к власти, и образовали единую партию, оппозиционную уже новому антисандинистскому правительству. С 2001 по 2012 года ХДС входил в состав «Национальной конвергенции» — коалиции партий, связанных с СФНО, вернувшимся к власти в 2007 году.